# Нгезана, Сиябонга
Сиябо́нга Нгезана (зулу Siyabonga Ngezana; род. 15 ноября 1997 или 15 июля 1997, Себокенг, Гаутенг) — южноафриканский футболист, защитник клуба «Стяуа» и сборной ЮАР.

## Клубная карьера
Нгезана — воспитанник клубов «Орландо Пайретс» и «Кайзер Чифс». 17 октября 2017 года в матче против «Мамелоди Сандаунз» он дебютировал в чемпионате ЮАР в составе последних и забил дебютный гол. В розыгрыше Лига чемпионов КАФ 2021/2022 выступал за команду на стадии плей-офф, в финальном матче против египетского «Аль-Ахли» остался на скамейке запасных.
1 июля 2023 года стал игроком румынского клуба «Стяуа» и подписал контракт на три года. 6 июля на предсезонном матче против ПАОК он дебютировал за клуб, на встречу он вышел в капитанской повязке. 